# Христодулидис, Димитриос
Дими́триос Н. Христодули́дис (греч. Δημήτριος Ν. Χριστοδουλίδης, англ. Demetrios N. Christodoulides, род. 1958) — греко-американский физик, международно признанный эксперт в области нелинейной и квантовой оптики, а также квантовой электроники. Считается «отцом дискретной оптики», научные достижения которого производят инновационный прорыв, оказывающий влияние на развитие телекоммуникаций и оптических компьютеров. Профессор Колледжа оптики и фотоники (CREOL) Университета Центральной Флориды, руководитель исследовательской группы Nonlinear Waves при CREOL, а также сотрудник Центра наноразмерной науки при Университете штата Пенсильвания. Лауреат Премии Вуда (2011) и Премии имени Макса Борна (2018). Входит в списки «Самые цитируемые учёные мира» (2014, 2015, 2016, 2017) и «Самые влиятельные учёные мира» (2014, 2015) по версии Thomson Reuters. Член Оптического общества и Американского физического общества (2003).
h-индекс = 93, процитирован > 43 185 раз.

## Биография
По происхождению — грек-киприот.

### Образование
Университет Джонса Хопкинса (доктор философии, 1986), постдокторантура в Bell Laboratories (Bellcore) (1986—1988).

### Карьера
1988—2002: профессор департамента электротехники Лихайского университета.
2002—н. в.: профессор CREOL.
Автор многочисленных научных статей. Имеет патенты.

## Научные достижения
В 2007 году группе учёных из Университета Центральной Флориды в составе Георгиоса Сивилоглу, Джона Броуки, Аристида Догариу и Димитриоса Христодулидиса впервые удалось создать и наблюдать луч Эйри в виде одно- и двумерных конфигураций.